# St. Georg (Rathenow)

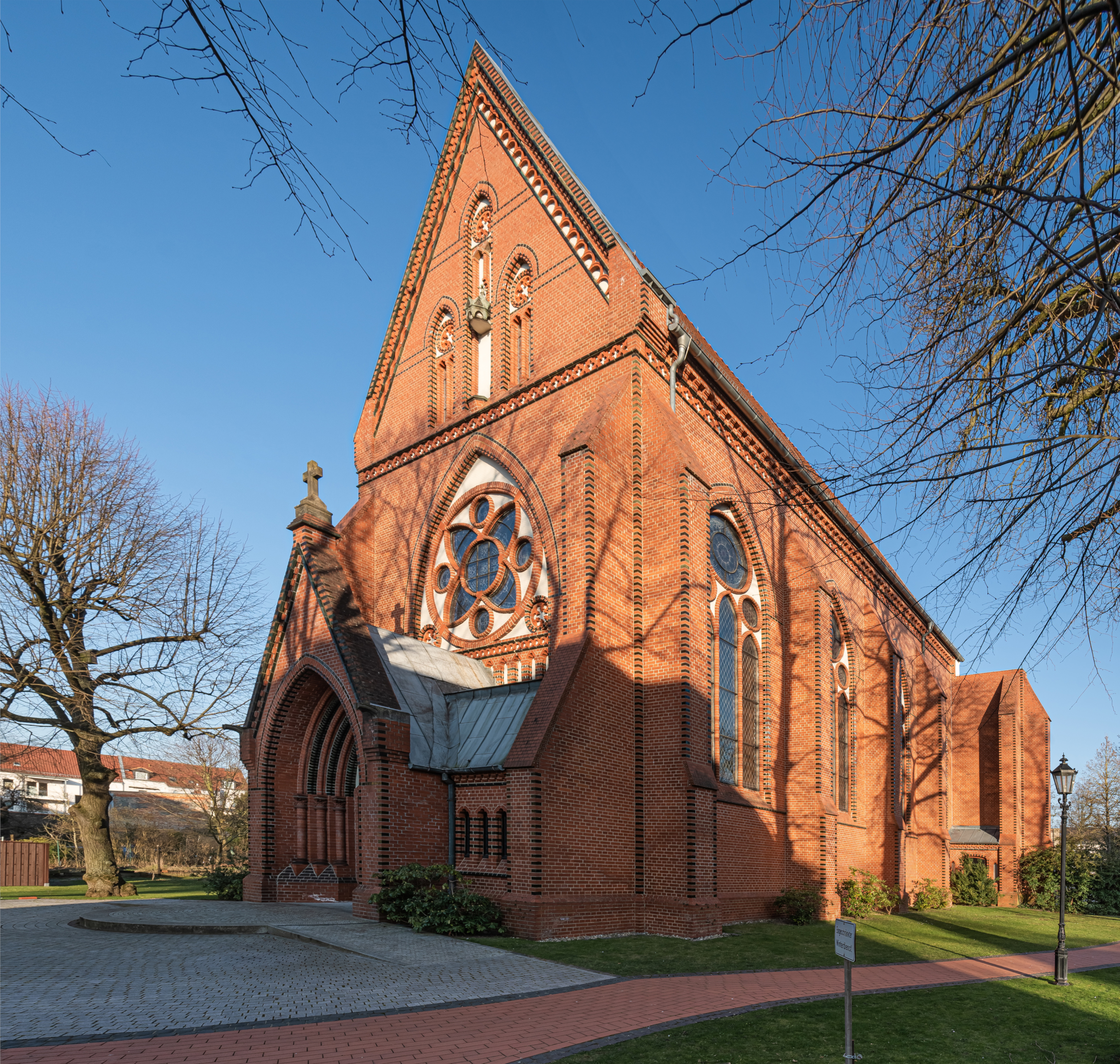
St. Georg

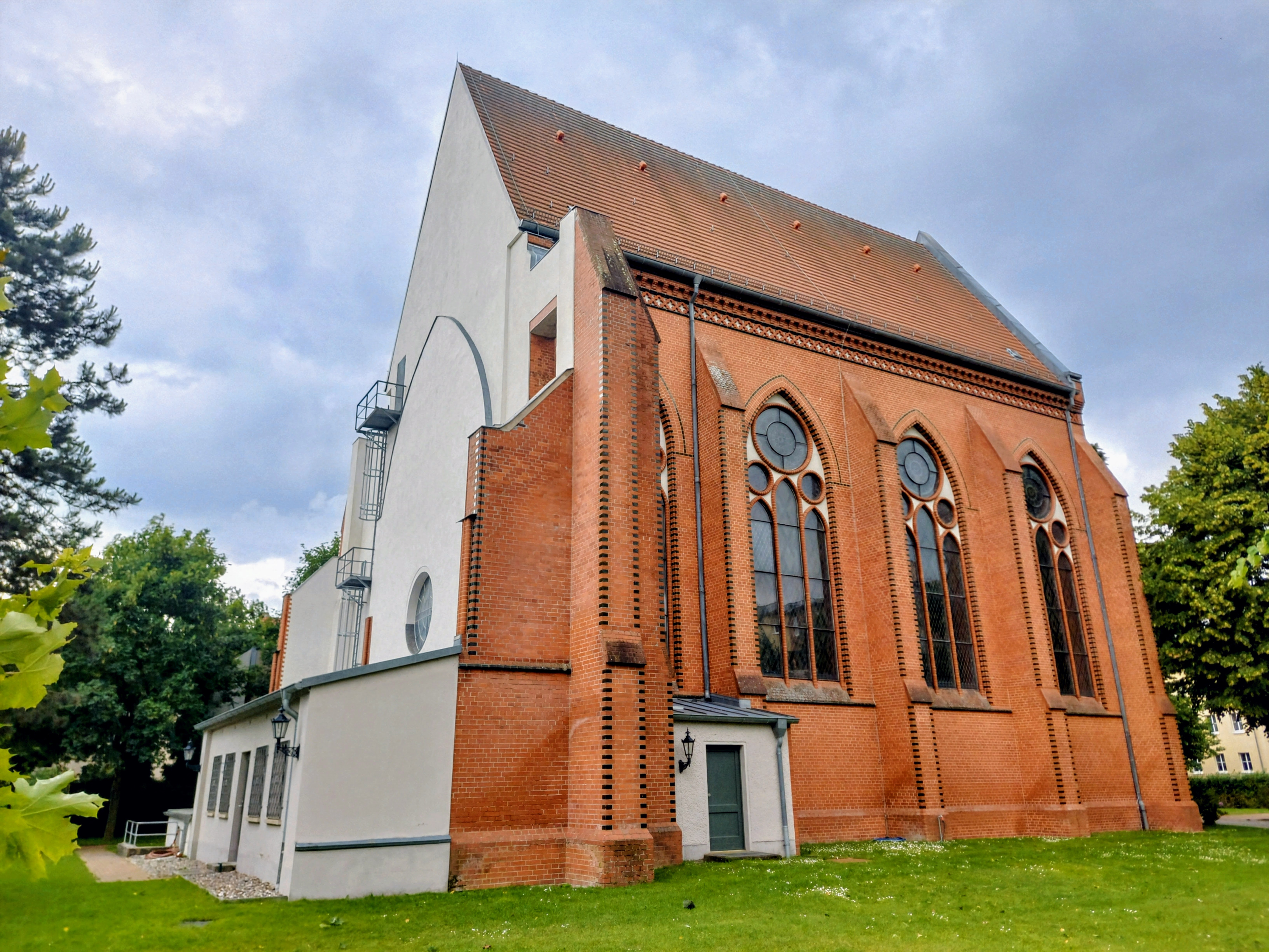
Ansicht von Nordosten

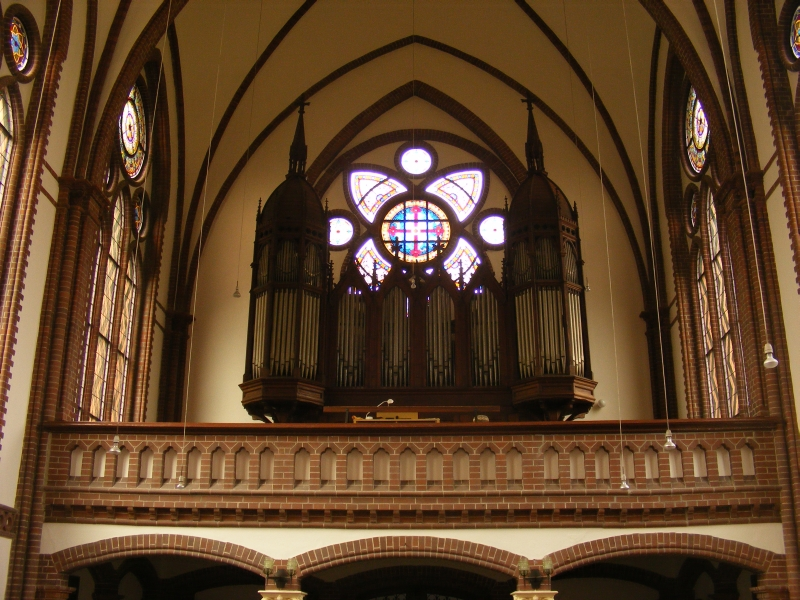
Blick auf die Orgel

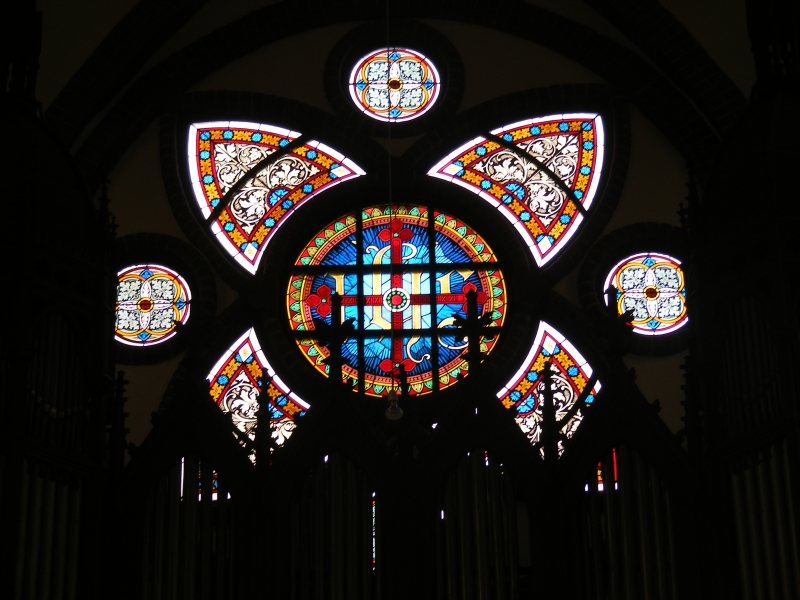
Das Frontfenster von Innen

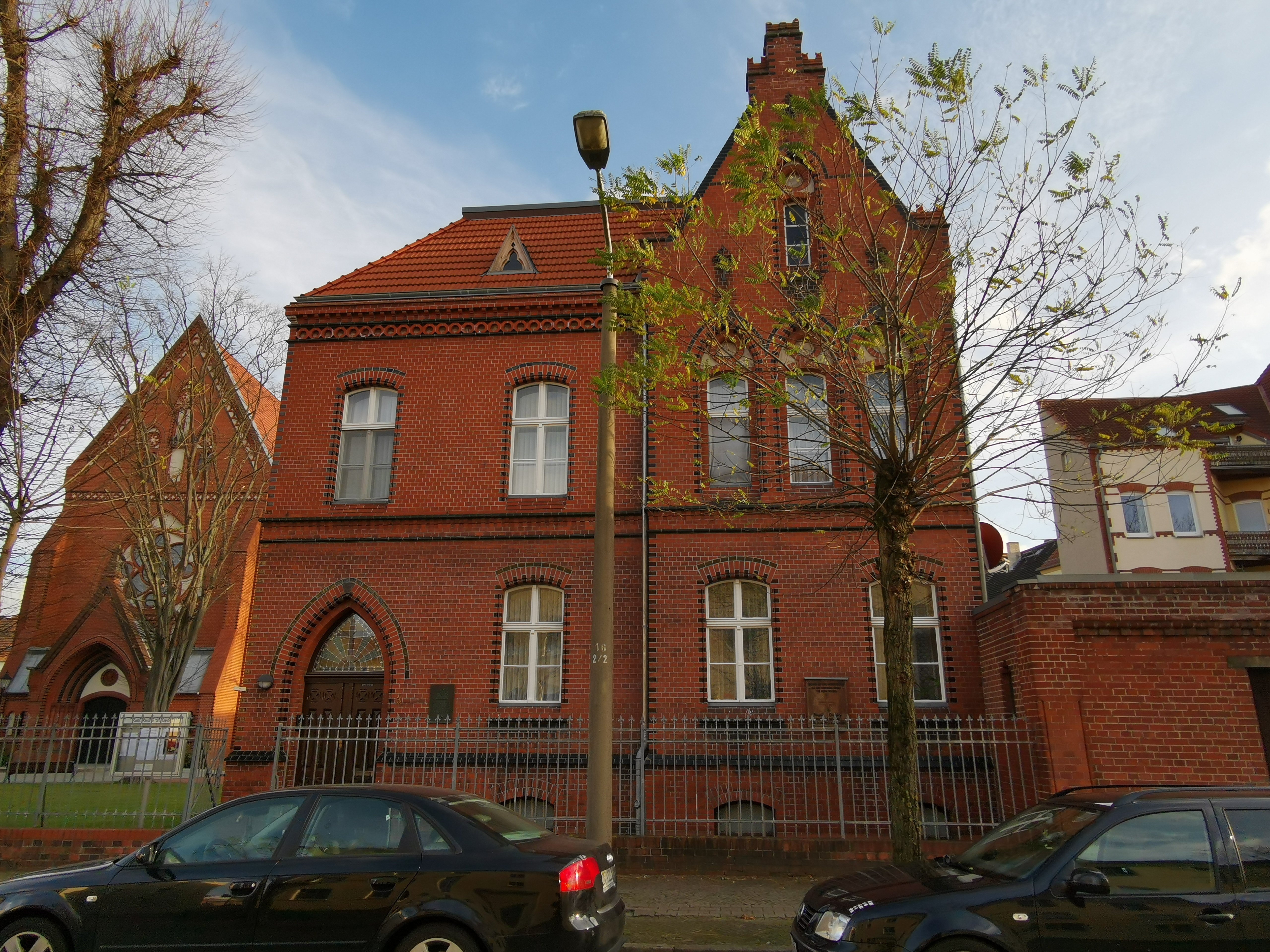
Pfarrhaus

Die römisch-katholische Kirche Sankt Georg wurde 1893 geweiht und zählt zu den Baudenkmälern der Stadt Rathenow. Die Gemeinde St. Georg umfasst die Gemeinden Sankt Marien in Premnitz sowie Sankt Georg in Rathenow. Sie gehört seit dem 1. November 2016 durch Fusion zur Pfarrei Hl. Dreifaltigkeit Havelland-Fläming im Erzbistum Berlin, an dessen westlicher Grenze sie liegt. Sitz der Pfarreileitung ist Brandenburg an der Havel.

## Kirche
Die im neugotischen Stil errichtete Kirche ist Teil eines ursprünglich geplanten größeren Kirchenbaus, von dem aus finanziellen Gründen nur das Hauptschiff realisiert werden konnte. Es sind weder Chor, Apsis, Seitenschiffe noch ein Glockenturm vorhanden. Im Hinblick auf die geplante Erweiterung blieb die Ostaußenwand der Kirche ungestaltet und wurde lediglich durch einen einstöckigen Anbau ergänzt.
Im Innern der Kirche ist nur wenig von der alten Einrichtung erhalten. Der Altarraum wurde nach dem Zweiten Vatikanischen Konzil umgebaut. Der Hochaltar wurde durch einen Volksaltar ersetzt. Von den Heiligen-Statuen, die sich auf dem Hochaltar befanden, steht nur noch der heilige Georg, und zwar im Eingangsbereich. An der Stelle, an der sich der Hochaltar befand, wurde ein neues rundes Buntglasfenster eingelassen. Der Umbau der Kirche wurde mit der Altarweihe durch Joachim Kardinal Meisner 1986 vollendet.
2014 bis 2015 wurde der Altarraum erneut umgestaltet. Nach Entwürfen des Bildhauers Robert M. Weber wurde so ein neuer liturgischer Raum geschaffen. Die Rückwand wurde durch eine Bildwand umgestaltet, Tabernakel, Altar und Ambo wurden aus Anröchter Dolomit neu geschaffen, der Fußboden mit roten Ziegeln ausgelegt. Am 12. Juli 2015 wurde die Altarweihe durch Weihbischof Matthias Heinrich aus Berlin vorgenommen.
Auf der Westseite der Kirche befindet sich die Empore und auf dieser die Orgel. Die Seitenfenster sowie die große Westrosette sind Originale und wurden erst vor kurzem restauriert.
Eine künstlerische Besonderheit ist der Kreuzweg, der in den 1990er-Jahren vom einheimischen Maler J. Bode gestaltet wurde und den Leidensweg Jesu in die Straßen von Rathenow verlegt. Dabei sind das alte Rathaus in der Jahnstraße, die Sankt-Marien-Andreas-Kirche und der Bismarckturm Orte des Geschehens.

## Weitere Gebäude
Auf dem Pfarrgrundstück in Rathenow befindet sich neben der Kirche das Pfarrhaus. Dieses wurde wie das Kirchengebäude aus roten Ziegeln erbaut. An der Straßenseite befindet sich eine Gedenktafel für Pfarrer August Froehlich, der sich für die Zwangsarbeiter in Rathenow einsetzte und dafür von den Nationalsozialisten umgebracht wurde.
Auf der Rückseite des Grundstücks befindet sich der Marien-Kindergarten, der von der Caritas getragen wird. An der Stelle des Kindergartens befand sich vor dem Umbau die katholische Schule von Rathenow.
Im ehemaligen Kindergarten befindet sich  das Gemeindezentrum, in dem sich das Leben der Gemeinde abspielt.
Im Rathenower Ortsteil Steckelsdorf (Ausbau) befand sich von 1962 bis 2024 eine weitere katholische Kirche (St. Josef), die jedoch zur Pfarrei Tangermünde und damit zum Bistum Magdeburg gehörte.

## Gemeindeleben
Die Pfarrgemeinde Premnitz-Rathenow bestand seit 2005, als die beiden eigenständigen Pfarrstellen in den Orten zusammengelegt wurden. Seitdem gab es einen Pfarrer für beide Kirchen. Seit der Fusion zur Pfarrei Hl. Dreifaltigkeit Havelland-Fläming im Jahre 2016 ist der in Brandenburg ansässige Pfarrer Mathias Patzelt Pfarrer der Gesamtgemeinde. Im Rathenower Pfarrhaus wohnt Vikar Markus Hartung, im Premnitzer Pfarrhaus Pfarrer Drews, der bis 2006 in Premnitz Gemeindepfarrer war und seitdem als Gefängnisseelsorger in Brandenburg tätig ist.
In der Gemeinde gibt einen Seniorenkreis, Familienkreis, Jugend und Ministranten. Die Gemeinde hat ca. 2000 Mitglieder, und sonntags finden in beiden Kirchen Gottesdienste statt. Weitere Höhepunkte im Kirchenjahr sind die Fronleichnamsprozession und Sankt Martin; an diesem Tag findet in beiden Kirchenorten zusammen mit den örtlichen evangelischen Gemeinden ein Laternenumzug statt.
Laut Volkszählung in der Europäischen Union 2011 gehörten von den 24.462 Einwohnern der Stadt Rathenow 630 und somit rund 2,6 % der römisch-katholischen Kirche an.

## Pfarrer und Gremien
Pfarrer:
| Name                                  | Zeitraum                 |
| ------------------------------------- | ------------------------ |
| Wolfgang Plischka                     | 1895–1923                |
| Wilhelm Knobloch                      | 1923–1937                |
| August Froehlich                      | 1937–1942                |
| Reinhold Stahl                        | 1941–1973                |
| Helmut Gentz                          | 1973–1984                |
| Klaus Vopravil                        | 1985–1993                |
| Johannes Drews und Johannes Schreiber | 1993 als Administratoren |
| Bernd Bogensberger                    | 1993–1999                |
| Matthias Kucklick                     | 1999–2006                |
| Bernhard Scholtz                      | 2006–2016                |
| Markus Hartung (Pfarrvikar)           | seit 2016                |

- Der von der Gemeinde gewählte Kirchenvorstand ist neben dem Pfarrer das entscheidende Gremium. Er entscheidet besonders in finanziellen und Personalfragen mit dem Pfarrer.
- Der Pfarrgemeinderat wird von der Gemeinde alle vier Jahre gewählt und steht dem Pfarrer beratend zur Seite. Seine Kompetenzen sind dabei auf die Gemeindegestaltung und Mitarbeit beschränkt.

## Innenansichten

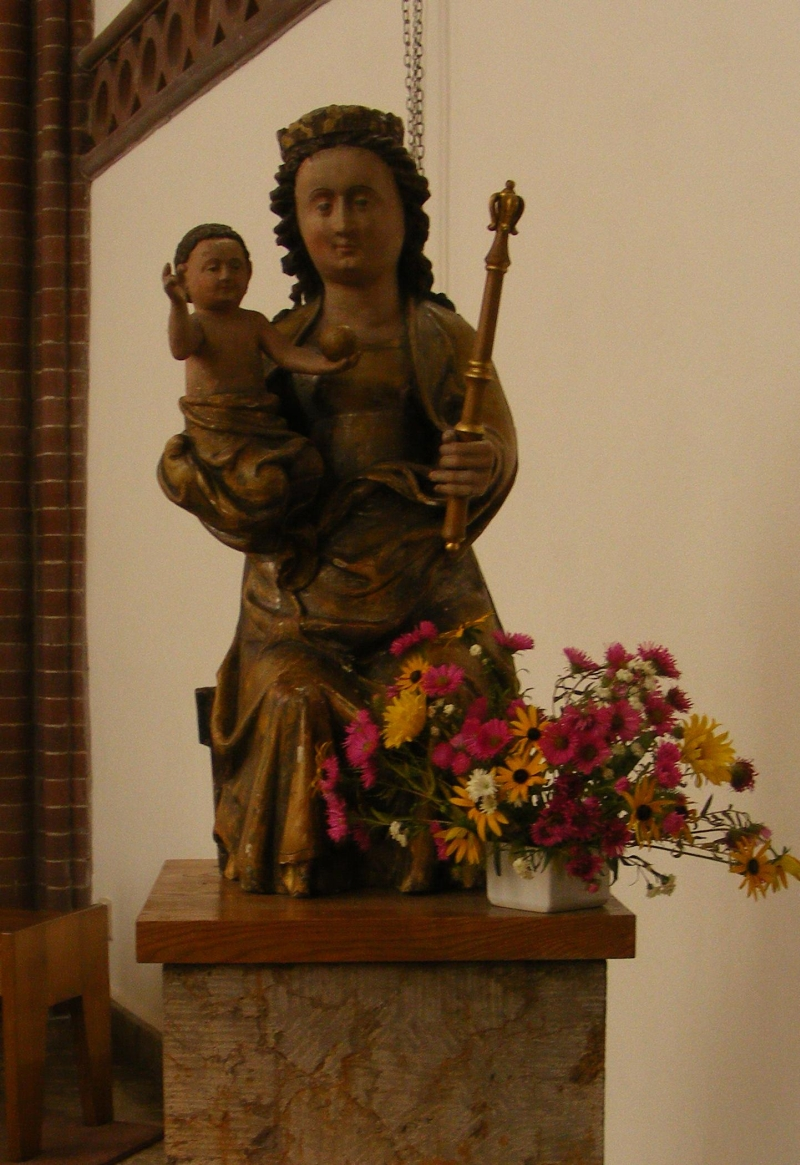
Die Marienstatue
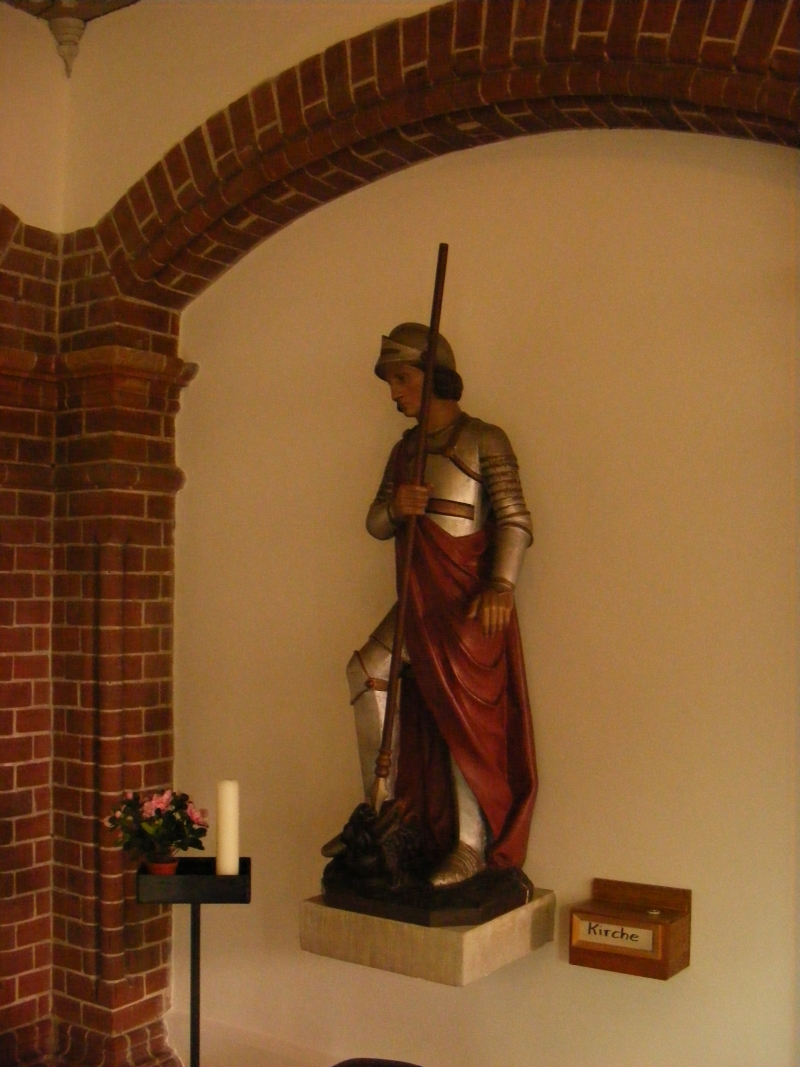
Der Heilige Georg
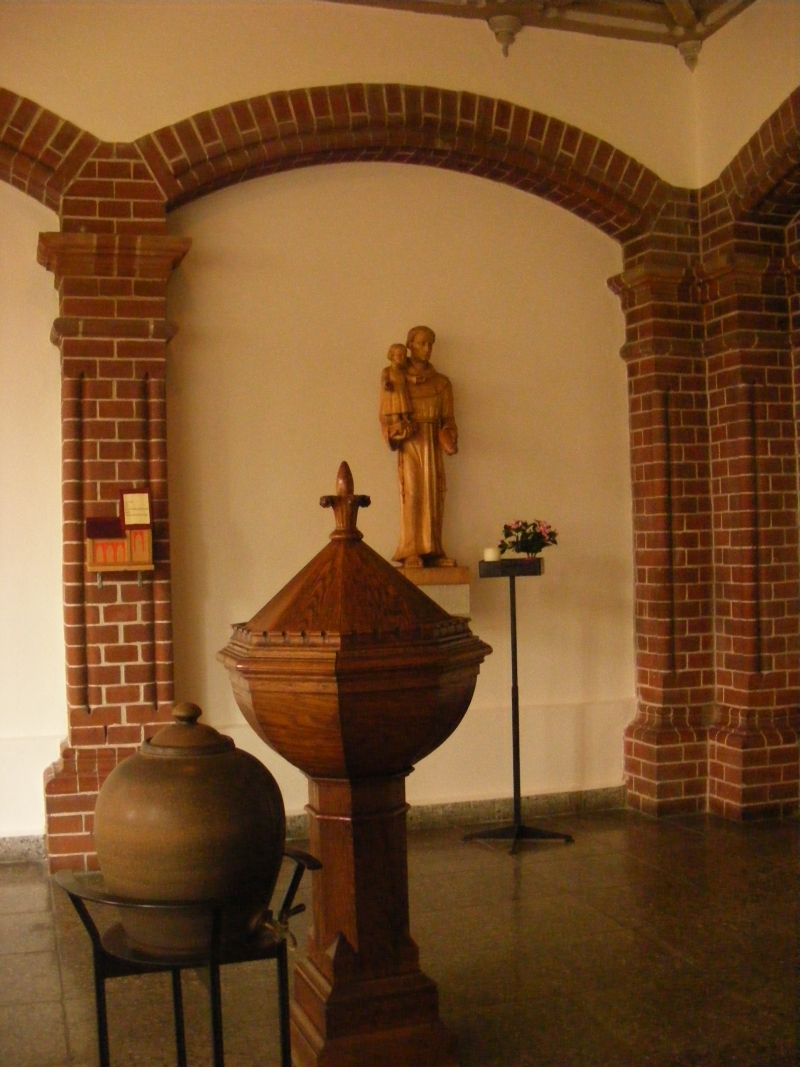
Das Taufbecken und der Heilige Samariter
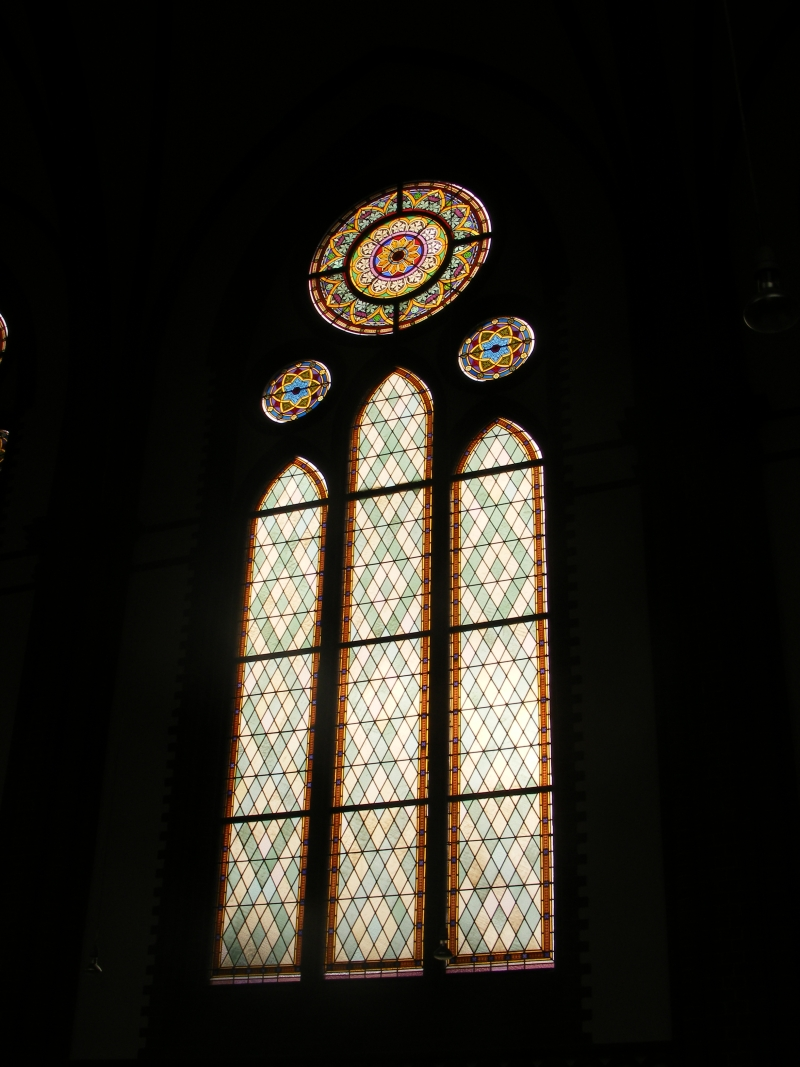
Ein Seitenfenster